# Soses
Soses là một đô thị trong tỉnh Lérida, cộng đồng tự trị Cataluña Tây Ban Nha. Đô thị Soses có diện tích là 30,30 ki-lô-mét vuông, dân số năm 2009 là 1763 người với mật độ 58,18 người/km². Đô thị Soses có cự ly km so với tỉnh lỵ Lérida.